# László Fábián (kanotist)
László Fábián, född 10 juli 1936 i Budapest, död 10 augusti 2018, var en ungersk kanotist.
Han tog bland annat VM-guld i K-2 10000 meter i samband med sprintvärldsmästerskapen i kanotsport 2011 i Szeged.